# Roza Papo
Roza Papo (1914 – 1984) fue una médica judía de Bosnia y general del Ejército Popular Yugoslavo. Fue la primera mujer en ser ascendida al rango de general en la Península balcánica.

## Primeros años
Roza Papo nació el 6 de febrero de 1914 en una familia judía sefardí en Sarajevo. Su madre, Mirjama Papo (nacida Abinun), era la hija de un rabino de la ciudad de Gračanica. Roza Papo estudió en la Escuela de Medicina de la Universidad de Zagreb y trabajó como médica en Sarajevo, Begov Han y Olovo antes del estallido de la Segunda Guerra Mundial.

## Carrera militar

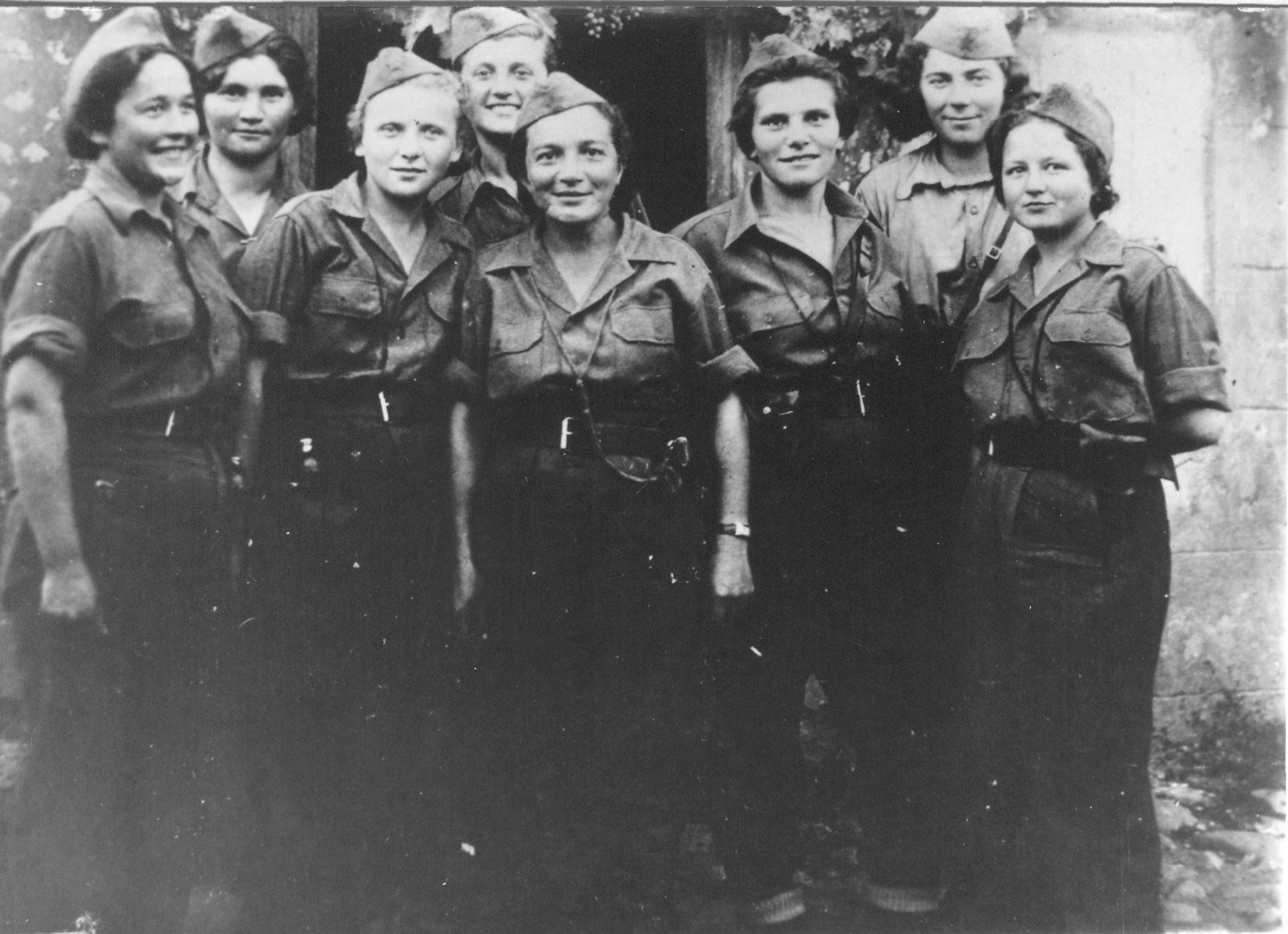
Papo (centro) con camaradas en Guča, 1944

Luego de la invasión de Yugoslavia por parte de las fuerzas de la Alemania Nazi en 1941, Papo se puso en contacto con los partisanos yugoslavos en Ozren y comenzó a ayudarles. Judíos de todas partes de Europa se unieron a movimientos de resistencia en un intento de sobrevivir, pero la decisión de Papo fue también motivada por patriotismo.  Papo se unió oficialmente a los partisanos en diciembre de 1941. A finales de 1941, sus padres fueron llevados al campo de concentración de Jasenovac, y Papo se unió oficialmente al destacamento partisano de Ozren el 17 de diciembre de 1941. Fue la única médica del destacamento de Ozren hasta el 19 de abril de 1942, cuando fue nombrada oficial médica del Batallón de Ataque de Bosnia. En agosto de 1942 se unió al Batallón de Ataque de Bosnia como combatiente, además de médica de combate. Ese mismo año, se incorporó a la Liga de los Comunistas de Yugoslavia. Durante la guerra,  contrajo tifus, y durante una batalla en Ozren en 1942, fue ligeramente herida en la cara por una bomba lanzada desde un avión.
Como oficial, Papo sirvió directamente bajo Josip Broz Tito, el dirigente de la resistencia yugoslava. Dirigió el sistema de reclutamiento y coordinaba la red de los diferentes hospitales de campaña de los partisanos. No deseando ser vista como cobarde,  rechazó buscar refugio durante un ataque aéreo en 1942 y casi perdió un ojo. Fue ascendida al rango de capitana en 1943 y posteriormente a mayor en 1945.

## Posguerra
Los partisanos emergieron victoriosos de la Segunda Guerra Mundial en 1945, pero los padres y hermanos de Papo habían muerto en la guerra. Su madre y sus cuatro tías fueron asesinadas en campamentos de concentración en Croacia. Al regresar a Sarajevo, Papo vivió en un hotel, pero se mudó a Belgrado para especializarse en infectología. Papo continuó su carrera como médica en el ejército, y fue nombrada directora de la Academia Médica Militar. Formuló los primeros criterios para la selección de médicos militares. Habiendo publicado más de 50 artículos académicos, pasó a ser profesora  en la academia en 1965. Rosa Papo fue una de los primeros infectólogos de Yugoslavia. Se le atribuyen nuevos métodos de diagnóstico, principalmente biopsias de hígado, así como la introducción de métodos diagnósticos precisos de hepatitis viral e hiperbilirrubinemia, así como de tuberculosis y meningitis purulenta.
Papo recibió seis condecoraciones por sus contribuciones a Yugoslavia, incluyendo la Medalla Conmemorativa de los Partisanos de 1941, la Orden de Mérito por el Pueblo, y la Orden de Hermandad y Unidad. En 1973, fue ascendida al rango de mayor general. Yugoslavia en la década de los 1970 tuvo más generales judíos que Israel, y Papo fue la primera mujer con el rango de generala en todos los Balcanes. Se le refería cariñosamente como "la generala con trenzas".
Papo tuvo un hijo, quién murió en 1969, y una hija. Murió el 25 de febrero de 1984 en Belgrado.

## Condecoraciones
- Medalla Conmemorativa de los Partisanos de 1941
- Orden de Bravery (octubre 1944)
- Orden de Mérito por el Pueblo(1952)
- Orden del Ejército yugoslavo - II grado (1956)
- Orden de Hermandad y Unidad - II grado (1960)
- Orden de Mérito Militar con una Estrella Grande (I grado) (1971)